# پریش فرانکلین (لوئیزیانا)
فرانکلین پریش (به انگلیسی: Franklin Parish) یک قصبه در ایالات متحده آمریکا است که در لوئیزیانا واقع شده‌است.

## خصوصیات
فرانکلین پریش ۱٬۶۴۴٫۶۵ کیلومترمربع مساحت دارد.